# بنیاد الهام مریخ
بنیاد الهام مریخ (انگلیسی: Inspiration Mars Foundation) یک سازمان غیرانتفاعی آمریکایی بود که آن را فضانورد دنیس تیتو تأسیس کرد. این بنیاد در سال ۲۰۱۳ پیشنهاد کرد که در ژانویه ی ۲۰۱۸، یا در سال ۲۰۲۱، یک مأموریت با خدمه برای انجام یک دیدار کناری از مریخ را در ژانویه ۲۰۱۸ راه‌اندازی کنند. استفاده از فرصت استثنایی پنجرهٔ پرتاب سال ۲۰۱۸؛ که کوتاه‌ترین فاصلهٔ زمین و مریخ را داشت٬ این رفت و برگشت را در ۵۰۱ روز امکان‌پذیر می‌کرد.